# Peter Redford Scott Lang
Peter Redford Scott Lang (1850–1926) est un mathématicien britannique et professeur Regius à l'université de St Andrews. Dans les années 1880, il institue des «dîners communs» pour réunir les étudiants pour des repas communs (souvent appelés «commies»). Cela a un impact majeur sur la vie sociale des étudiants et est ensuite adopté par plusieurs universités écossaises. En mémoire de cela, l'université de St Andrews organise un dîner annuel Scott Lang.

## Biographie
Il est né à Édimbourg le 8 octobre 1850, le plus jeune des six enfants de Barbara Turnbull (née Cochrane) et de Robert Laidlaw Lang (né en 1808), commis d'un avocat. Ils vivent au 125 Fountainbridge dans le sud-ouest de la ville . Il fait ses études à l'établissement d'Édimbourg (maintenant connu sous le nom de Stewarts Melville College), puis étudie les mathématiques et la philosophie naturelle (physique) à l'université d'Édimbourg. Ses études universitaires sont entrecoupées d'une formation de commis en assurance-vie. Il obtient un MA BSc en 1872 et commence à assister à des cours de philosophie naturelle à l'université d'Édimbourg.
En 1878, il est élu membre de la Royal Society of Edinburgh avec comme proposants Robert Christison, Peter Guthrie Tait, David Stevenson et John Hutton Balfour. En 1879, il s'installe à l'université de St Andrews en tant que professeur de mathématiques . Pendant son séjour à St Andrews, il achète une maison sur South Street. Il devient également doyen de la faculté des arts de l'université .
Il est lieutenant-colonel dans la 1st Fifeshire Royal Garrison Artillery, un bataillon de volontaires basé à la batterie n° 7 à Anstruther. Il sert comme bénévole pendant au moins 20 ans, gagnant la décoration de l'officier victorien (VD) en 1900. Il reçoit le grade honorifique de colonel le 25 octobre 1902.
Il est fait chevalier en 1921 par le roi George V au moment de sa retraite. En 1922, l'université de St Andrews lui décerne un doctorat honorifique (LLD).
Il est marié à Alice Mary Dickson (1858-1932) de Colinton. Ils ont une fille, Edith Mary Valentine Lang (1880-1936). Il meurt chez lui à St Andrews le 5 juillet 1926. Il est enterré avec sa femme et sa fille dans le cimetière de la cathédrale de St Andrews. La tombe se trouve sur un mur au sud de la tour centrale.